# Shila Amzah
Shila Amzah, właśc. NurShahila binti Amir Amzah (ur. 13 sierpnia 1990 w Kuala Lumpur) – malezyjska piosenkarka.
Swój pierwszy album – Terima Kasih Guru – wydała w wieku 10 lat. W 2005 roku wyszedł jej drugi album studyjny – Sha-Hila. Rozpoznawalność przyniósł jej singiel Patah Seribu (2011), który zdobył dwie nagrody na 19. ceremonii Anugerah Industri Muzik (w kategoriach najlepsza piosenka i najlepszy utwór popowy).
Piosenkarka zdobyła także popularność w sąsiednich krajach – Brunei i Singapurze – oraz w Chinach. W 2012 r. wygrała konkurs Asian Wave, który odbył się w Szanghaju.
W 2016 r. wydała swój debiutancki chińskojęzyczny album pt. My Journey.

## Dyskografia
Dyskografia malezyjska
Albumy studyjne
- 2000: Terima Kasih Guru[4]
- 2005: Sha-Hila
- 2009: Bebaskan
- 2011: 3 Suara
- 2013: Shila Amzah
- 2019: Aladdin (Malaysia Original Motion Picture Soundtrack)

Dyskografia międzynarodowa
- 2016: My Journey 心旅